# Babylon Whores
Babylon Whores – death rockowy i heavymetalowy zespół z Finlandii, założony w 1994 przez Ike’a Vila i Ewo Meichema. Do roku 2006 zespół wydał 2 single, 3 minialbumy i 3 albumy. Od 1994 styl zespołu rozwinął się z surowego punk rocka do metalu z rozbudowanymi partiami gitarowymi. Często jest porównywany do takich zespołów jak Danzig czy Mana Mana. Tematyka tekstów to mistycyzm i okultyzm.
W 2006 roku zespół zawiesił działalność.

## Muzycy

### Obecni
- Ike Vil – wokal, instrumenty klawiszowe
- Mr. Boa – gitara elektryczna
- Antti Litmanen – gitara elektryczna
- Taneli Nyholm (Daniel Stuka) – gitara basowa
- Pete Liha – perkusja

### Byli
- Jake Babylon (1994–1999) – gitara basowa
- Jussi Konttinen (1994–1995) – gitara elektryczna
- Kouta (1995–1998) – perkusja
- Ewo Pohjola (Ewo Meichem) (1994–1999) – gitara elektryczna
- M. Ways (1994) – gitara basowa
- Antti Lindell (1999–2001) – gitara elektryczna na koncertach

## Dyskografia

### Single
- Devil’s Meat (1994)
- Errata Stigmata (2000)

### Minialbumy
- Sloane 313 (1995)
- Trismegistos (1996)
- Deggael (1998)

### Albumy
- Cold Heaven (1997)
- King Fear (1999)
- Death of the West (2002)